# Palazzo delle Poste (Pavia)
Il palazzo delle Poste è un edificio realizzato tra il 1913 e il 1925 a Pavia, in Lombardia.

## Storia e descrizione
Nel 1913, data la necessità di collocare in un’unica sede gli uffici postali e telegrafici, il comune, per conto dello stato, s’impegnò alla realizzazione del palazzo delle Poste. Il progetto, redatto dell’ingegnere Arminio Aschieri, prevedeva un edificio a tre piani, ispirato alle linee del rinascimento lombardo. La facciata principale, dal corpo centrale aggettante, è dotata di finestre centinate con cornice archiacuta, loggette con bifore e trifore e lunette a bassorilievo. Nel paramento murario a bugnato s’inseriscono fasce e medaglioni in cemento, realizzato in modo da imitare l’arenaria degli edifici romanici pavesi. Simili dettagli si ripetono anche negli altri prospetti del palazzo, anch’essi dotati di finestre incorniciate e loggette al piano superiore. La costruzione subì molti ritardi, in primo luogo a causa dello scoppio del primo conflitto mondiale, e in seguito causa della travagliata trattativa tra il comune e l’ospedale San Matteo, proprietario di alcuni edifici che andavano acquisiti dal comune e demoliti per permettere il procedere del cantiere. Infine, si pose il problema della chiesa, ormai sconsacrata, di Sant’Eusebio, di origine longobarda, che occupava alcuni sedimi sui quali, i base al progetto, doveva sorgere la parte settentrionale del nuovo edificio. Nel 1919, sotto la guida dell’ingegnere Ottorino Modesti, ripresero i lavori del palazzo, che riprese il progetto dell’Aschieri, pur apportando, su indicazione del Ministero delle poste, alcune modifiche stilistiche. A causa dell’allargamento del cantiere, la chiesa di sant’Eusebio venne demolita, e dell’antico edificio di culto fu risparmiata solo la cripta. L’edificio realizzato  dal Modesti, non discostandosi molto dal progetto dell’Aschieri, è improntato allo stile classicheggiante, neocinquecentesco, molto utilizzato in Italia per le sedi degli uffici della pubblica amministrazione. Si caratterizza per le finestre centinate o sormontate da timpani o inserite in loggette, mentre le fasce marcapiano sono arricchite da greche e dentelli. Il palazzo fu inaugurato nel 1925.